# Damaskin (Cedryk)
Damaskin, imię świeckie Dmitrij Dmitrijewicz Cedryk, (ur. 17 października?/29 października 1878 w Majakach, zm. 15 września 1937 w Karłagu) – biskup Rosyjskiego Kościoła Prawosławnego. 

## Życiorys
Był synem urzędnika pocztowego, jego brat także został prawosławnym duchownym. W 1893 podjął naukę w seminarium duchownym w Odessie, jednak po dwóch latach przeszedł do seminarium nauczycielskiego w Chersoniu. W 1902 ukończył kursy dla misjonarzy przy Kazańskiej Akademii Duchownej. W tym samym roku złożył wieczyste śluby mnisze z imieniem Damaskin. 9 czerwca 1902 został wyświęcony na hierodiakona, zaś 30 czerwca tego samego roku - na hieromnicha. Od 1902 do 1903 kierował szkołą misjonarską w Czicie; od listopada 1903 do końca roku pracował jako misjonarz w guberni czyckiej. Następnie przez rok służył w analogicznym charakterze w eparchii zabajkalskiej. Od 1905 służył we Władywostoku. Był słuchaczem Instytutu Wschodniego we Władywostoku, nauczycielem śpiewu i katechetą miejscowego gimnazjum męskiego, służył w cerkwiach przy Instytucie Wschodnim oraz w cerkwi w Siedance. Od 1908 do 1909 obsługiwał także cerkiew domową gimnazjum męskiego. Od 1910 do 1911 służył jako misjonarz w eparchii astrachańskiej, zaś od 1911 do 1915 - w eparchii dońskiej, wśród Kałmuków.
Od 1915 do 1917 służył na froncie kaukaskim w charakterze kierownika lekarskiego oddziału Czerwonego Krzyża, zaś od 1916 do 1917 także oddziału ds. walki z chorobami zakaźnymi. W 1917 przeniesiony do 10. pułku rezerwy w charakterze kapelana i sanitariusza. Służbę zakończył w maju 1918. W tym samym roku został aresztowany przez bolszewików w Orle i skazany na śmierć przez rozstrzelanie. Przed wykonaniem wyroku zdołał zbiec. Dotarł do Kijowa, gdzie rozpoczął wyższe studia w Kijowskiej Akademii Duchownej i zamieszkał w Monasterze św. Michała Archanioła o Złotych Kopułach. W 1919 wyjechał razem z wycofującymi się wojskami gen. Denikina na Krym. W 1920 arcybiskup taurydzki Dymitr nadał mu godność archimandryty i wyznaczył na przełożonego monasteru św. Jerzego w Bałakławie. W 1922 aresztowany w Symferopolu, jesienią tego roku został zwolniony i w 1923 aresztowany po raz drugi. Uznany za winnego czynnego sprzeciwu przeciw akcji konfiskaty kosztowności cerkiewnych, po dziewięciomiesięcznym uwięzieniu został zmuszony do wyjazdu z Krymu. Udał się do Moskwy i zamieszkał w Monasterze Daniłowskim.
18 listopada 1923 patriarcha moskiewski i całej Rusi Tichon wyświęcił go na biskupa głuchowskiego, wikariusza eparchii czernihowskiej, zgodnie z wcześniejszą prośbą wiernych z Głuchowa. Biskup Damaskin przybył do Głuchowa w styczniu 1924. We wrześniu tego samego roku został aresztowany w Nieżynie i oskarżony o nielegalną organizację struktur cerkiewnych, publiczną krytykę Żywej Cerkwi i modlitwy w intencji biskupów przebywających w więzieniach. W maju 1925 został jednak zwolniony z powodu braku dowodów winy. W lipcu 1925 aresztowany ponownie pod zarzutem prowadzenia propagandy kontrrewolucyjnej, został zwolniony z więzienia i zmuszony do wyjazdu do Moskwy bez prawa jej opuszczania. Ponownie zamieszkał w Monasterze Daniłowskim, jednak już w listopadzie 1925 został po raz kolejny uwięziony razem z locum tenens Patriarchatu Moskiewskiego, metropolitą krutickim Piotrem i innymi biskupami. Skazany na trzyletnią zsyłkę do Kraju Turuchańskiego. Karę odbywał razem z arcybiskupem włodzimierskim Mikołajem oraz biskup czystopolskim Joazafem.
W 1927 zastępca locum tenens Patriarchatu Moskiewskiego metropolita Sergiusz wydał deklarację o pełnej lojalności Kościoła prawosławnego wobec władz radzieckich. Biskup Damaskin nie zgodził się z jej założeniami. W grudniu 1928, po powrocie ze zsyłki, odbył osobistą rozmowę z Sergiuszem, by dokładnie poznać jego motywację. Nie zgodził się z nim, iż deklaracja przyniosła Kościołowi korzyści. W końcu tego samego roku biskup Damaskin wyjechał do Staroduba, gdzie służył w cerkwi św. Jana Chrzciciela. W kwietniu 1929 dołączył do nie wspominających. Wzywał metropolitę Sergiusza do odwołania deklaracji, twierdził, że metropolita - bez zgody soboru biskupów oraz przebywającego w więzieniu metropolity Piotra (Polańskiego) - nie miał prawa sam wydawać tak poważnego dokumentu. Od lata 1929 kontaktował się z metropolitą Piotrem i twierdził, że ustnie potępił on działalność zastępującego go Sergiusza. W październiku 1929 Damaskin ostatecznie zerwał łączność kanoniczną z Sergiuszem, chociaż nie twierdził, by sprawowane przez niego sakramenty były nieważne. Wiernych wzywał do "zejścia do katakumb".
W listopadzie 1929 aresztowany w Starodubie i skazany na dziesięć lat łagrów za "kierowanie kontrrewolucyjną organizacją cerkiewną". Przez rok więziony w Smoleńsku, trafił następnie do obozu w dawnym Monasterze Sołowieckim. W 1933 zwolniony z powodu całkowitego inwalidztwa. Wyjechał do Chersonia, następnie żył w okolicach Głuchowa i w Nieżynie. Utrzymywał kontakty z innymi hierarchami sprzeciwiającymi się działalności metropolity Sergiusza. W sierpniu 1934 aresztowany i skazany na trzy lata zsyłki do Kraju Północnego. W 1935 wywieziony do Archangielska. W marcu roku następnego został w Archangielsku aresztowany i skazany na pięć lat łagrów za "nielegalne kierowanie eparchią wiacką" i działalność kontrrewolucyjną. W lipcu 1936 osadzony w Karłagu, gdzie pracował jako księgowy. Rok później oskarżony o prowadzenie agitacji antyradzieckiej i organizację nielegalnych zgromadzeń (tj. świętowanie w obozie Wielkanocy), został skazany na śmierć i rozstrzelany.
W 2000 Sobór Biskupów Rosyjskiego Kościoła Prawosławnego zaliczył go do świętych nowomęczenników i wyznawców rosyjskich.